# Mongolia en los Juegos Olímpicos de Río de Janeiro 2016
Mongolia participa en los Juegos Olímpicos de 2016 en Río de Janeiro, Brasil, del 5 al 21 de agosto de 2016.
El yudoca Temuulengiin Battulga fue el abanderado durante la ceremonia de apertura.

## Medallero
| Medalla          | Nombre                | Deporte | Evento          | Fecha       |
| ---------------- | --------------------- | ------- | --------------- | ----------- |
| Medalla de plata | Dorjsürengiin Sumiyaa | Yudo    | –57 kg femenino | 8 de agosto |

| Medalla           | Nombre                     | Deporte | Evento          | Fecha        |
| ----------------- | -------------------------- | ------- | --------------- | ------------ |
| Medalla de bronce | Dorjnyambuugiin Otgondalai | Boxeo   | –60kg masculino | 14 de agosto |

## Atletas
La siguiente tabla muestra el número de atletas en cada disciplina:
| Deporte       | Hombres | Mujeres | Total |
| ------------- | ------- | ------- | ----- |
| Atletismo     | 3       | 2       | 5     |
| Boxeo         | 6       | 0       | 6     |
| Halterofilia  | 1       | 1       | 2     |
| Judo          | 7       | 6       | 13    |
| Lucha         | 6       | 4       | 10    |
| Natación      | 1       | 1       | 2     |
| Taekwondo     | 1       | 0       | 1     |
| Tiro          | 0       | 3       | 3     |
| Tiro con arco | 1       | 0       | 1     |
| Total         | 26      | 17      | 43    |